# 1-2-Switch
1-2-Switch é um jogo eletrônico de grupo desenvolvido e publicado pela Nintendo em exclusivamente para o Nintendo Switch, lançado em simultâneo com o lançamento mundial do console em 3 de março de 2017. O jogo usa extensivamente os controles Joy-Con, com jogadores se enfrentando em diversos minijogos. Até o fim de 2019, mais de 3,18 milhões de cópias haviam sido vendidas, tornando-o um dos jogos mais vendidos da plataforma.

## Jogabilidade
1-2-Switch é um party game onde os jogadores geralmente não dependem do que está se passando na tela, ao invés disso utilizando dicas de áudio e as funcionalidades dos controles Joy-Con para jogar diferentes jogos. Ele conta com 28 minijogos diferentes, a maioria envolvendo dois jogadores, cada um utilizando um dos Joy-Con e encorajado frequentemente a olhar para o outro jogador durante o jogo. Além de tutoriais para cada jogo, os jogadores dependem de áudio e das funções de vibração dos controles para saber como estão se saindo em cada jogo.

### Lista de jogos
- Baby
- Ball Counting
- Baseball
- Beach Flag
- Copy Dance
- Eating Contest
- Fake Draw
- Gorilla
- Joy-Con Rotation
- Milk
- Quick Draw
- Runway
- Safe Crack
- Samurai Training
- Shaver
- Sneaky Dice
- Soda
- Sword Fight
- Table Tennis
- Telephone
- Treasure Chest
- Wizard
- Zen

## Desenvolvimento
Depois que a Nintendo anunciou o jogo no evento do Nintendo Switch em janeiro de 2017, foram mostrados seis dos minijogos ao público. O jogo também foi revelado para exemplificar as capacidades inovadoras do Joy-Con, como o HD Rumble e a IR Motion Camera.
Como uma forma de promover Milk, o minijogo de ordenha de 1-2-Switch, vários representantes da Nintendo of America participaram de uma competição de ordenha em uma fazenda em Woodstock, Vermont, nos Estados Unidos.

## Recepção
1-2-Switch recebeu análises "mistas ou medianas" de acordo com o agregador de críticas Metacritic.
Depois do lançamento de seu trailer inicial, muitos comentadores compararam o jogo à série WarioWare. Ben Skipper, do International Business Times, chamou atenção às insinuações sexuais do jogo.
A decisão da Nintendo de lançar o jogo separadamente do console foi criticada por diversos comentadores, que argumentaram que o jogo deveria vir com cada console comprado, de forma similar a Wii Sports, mas a Nintendo afirmou que optou por deixar que os consumidores escolhessem que jogo comprar ao invés de incluir um no pacote, o que aumentaria o preço do Switch e possivelmente desinteressaria consumidores e comprometeria as vendas do console. Cory Arnold, da Destructoid, criticou a falta de um modo para um jogador, e disse que os minijogos são piores do que aqueles incluídos em Wii Sports, afirmando que eles carecem de qualquer forma de progressão.

### Vendas
A Nintendo reportou que, até abril de 2017, quase 1 milhão de cópias de 1-2-Switch tinham sido vendidas. Até março de 2018, este número havia alcançado dois milhões. Até junho de 2019, o número total de vendas tinha alcançado 3,01 milhões. O CESA Games White Papers de 2020 revelou que 1-2-Switch havia vendido 3,18 milhões de unidades até 31 de dezembro de 2019.

### Prêmios
| Ano  | Premiação                                             | Categoria                        | Resultado | Ref           |
| ---- | ----------------------------------------------------- | -------------------------------- | --------- | ------------- |
| 2018 | National Academy of Video Game Trade Reviewers Awards | Control Design, 2D or Limited 3D | Indicado  | [ 25 ] [ 26 ] |
| 2018 | National Academy of Video Game Trade Reviewers Awards | Game, Music or Performance Based | Indicado  | [ 25 ] [ 26 ] |